# Leucopternis plumbeus
Leucopternis plumbeus é uma espécie de ave de rapina da família Accipitridae.
Pode ser encontrada nos seguintes países: Colômbia, Equador, Panamá e Peru.
Os seus habitats naturais são: florestas subtropicais ou tropicais húmidas de baixa altitude.
Está ameaçada por perda de habitat.